# Tress Way
Tressler William Way (* 18. April 1990 in Tulsa, Oklahoma) ist ein US-amerikanischer American-Football-Spieler auf der Position des Punters. Er spielt für die Washington Commanders in der National Football League (NFL).

## College
Way besuchte die University of Oklahoma und spielte von 2009 bis 2012 für deren Team, die Sooners, als Punter und fallweise auch als Kicker College Football, wobei er noch heute einige Punting-Schulrekorde hält.

## NFL

### Chicago Bears
Way fand beim NFL Draft 2013 keine Berücksichtigung, wurde aber danach von den Chicago Bears als Free Agent verpflichtet, machte die Vorbereitung mit, konnte sich jedoch nicht gegen den Routinier Adam Podlesh durchsetzen und wurde noch vor Beginn der Regular Season wieder ausgemustert.
In der Preseason 2014 wurde er neuerlich von den Bears verpflichtet, nur um diesmal gegen Pat O’Donnell den Kürzeren zu ziehen.

### Washington Redskins / Football Team / Commanders
Im August 2014 nahmen ihn die Washington Redskins unter Vertrag und machten ihn zum alleinigen Punter. Way konnte gleich voll überzeugen und schaffte mit 47,5 Yards per Punt den besten Durchschnittswert der gesamten Liga.
2015 wurde er von seinen Teamkollegen zum Mannschaftskapitän der Special Teams gewählt und spielte wie auch in den folgenden Jahren verlässlich und auf hohem Niveau.
2019 führte er mit einem Durchschnitt von 49,6 Yards erneut die Statistik an und wurde für seine konstant guten Leistungen erstmals in den Pro Bowl berufen. Ende Dezember, noch vor Ablauf der Spielzeit, erhielt er von seinem Team einen neuen Vierjahresvertrag in der Höhe von 15 Millionen US-Dollar.
Im Dezember 2022 wurde Way für den Pro Bowl 2023 nominiert.